# Club Natació Sabadell

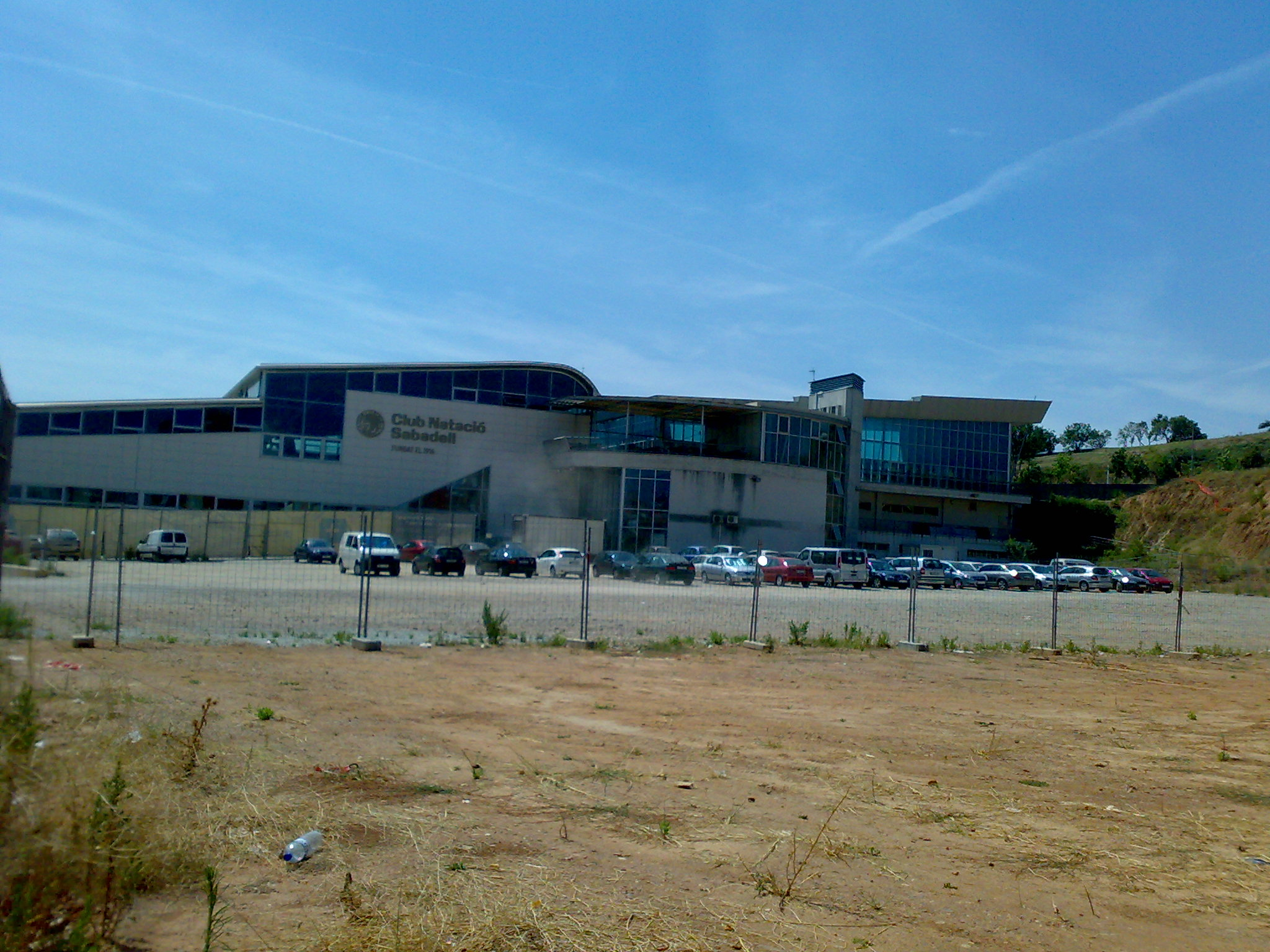
Anlage des Club Natació Sabadell (2008)

Der Club Natació Sabadell, kurz CN Sabadell ist ein Sportverein aus Sabadell.

## Verein
Der Club wurde am 16. Januar 1916 gegründet. Schwerpunkte des Vereins sind Schwimmen und Wasserball. 1918 wurde das erste Schwimmbad eröffnet. 1928 gewann der Schwimmer Ramon Sapés den ersten spanischen Meistertitel für den Verein. 1948 war der Wasserballspieler Joan Serra erster Olympiateilnehmer des Clubs. Drei Jahre später war Serra erster Mittelmeerspielesieger. 1992 gewann der Schwimmer Martín López-Zubero als erster Sportler des Vereins eine olympische Goldmedaille.
Außer Schwimmen und Wasserball bietet der Verein mit seinen 17 Sektionen unter anderem auch Basketball, Hallenfußball, Volleyball, Tischtennis, Leichtathletik, Squash, Petanque und Aikido an.
Die Vereinsfarben sind blau-weiß.

## Erfolge des Vereins im Wasserball
Die Wasserballmannschaft der Männer gewann 2022 die LEN-Trophy.
Die Wasserballmannschaft der Frauen siegte bis 2023 20-mal in der spanischen Meisterschaft: 1999/00, 2000/01, 2001/02, 2003/04, 2004/05, 2006/07, 2007/08, 2008/09, 2010/11, 2011/12, 2012/13, 2013/14, 2014/15, 2015/16, 2016/17, 2017/18, 2018/19, 2020/21, 2021/22, 2022/23. Sechsmal siegte die Frauenmannschaft in der LEN Euroleague: 2011, 2013, 2014, 2016, 2019, 2023.

## Olympische Spiele
Die Olympedia listet bis 2021 44 Personen auf, die als Angehörige des CN Sabadell an Olympischen Spielen teilgenommen haben. Die Liste ist aber unvollständig, da einige Vereinswechsel nicht berücksichtigt wurden. Olympische Medaillen gewannen als Angehörige von CN Sabadell:
- 1992: Martín López-Zubero wurde Olympiasieger in Barcelona.
- 2000: Nina Zhivanevskaya erschwamm eine Bronzemedaille.
- 2012: Mireia Belmonte erschwamm zwei Silbermedaillen.
- 2012: Maica García, Laura Ester, Matilde Ortiz, Anna Espar und Pilar Peña wurden mit der spanischen Nationalmannschaft Olympiazweite.
- 2020: Bei den erst 2021 ausgetragenen Olympischen Spielen wurden Maica García, Laura Ester und Irene González Olympiazweite.
- 2024: Judith Forca, Maica García, Paula Leitón, Beatriz Ortiz und Laura Ester wurden Olympiasiegerinnen.

- 2016: Óscar Salgueiro erschwamm eine Goldmedaille bei den Paralympics.

Außer spanischen Staatsangehörigen waren auch einige andere Athleten aus Sabadell bei Olympischen Spielen dabei:
- 2000: Nikolai Maximow war Torhüter der russischen Wasserballnationalmannschaft und gewann Silber.
- 2004: Carolina Cerqueda schwamm für Andorra.
- 2024: Maartje Keuning und Sabrina van der Sloot gewannen mit der niederländischen Mannschaft Bronze im Wasserball.[3]